# 胡維嶽
胡維嶽（？—？），號又生，浙江杭州府临安县人。

## 生平
万历四十六年（1618年）戊午科舉人，崇祯七年（1634年）任江西新昌县知县，振兴文教，团练义勇，流贼攻打袁州，侦知新昌有防禦，不敢窥視。荒年時又捐俸赈濟，存活人民，轉任长史後致仕回鄉。